# Jorma Ruissalo
Jorma Valter Ruissalo (* 30. Januar 1912 in Tampere; † 3. Juni 2006 in Jyväskylä) war ein finnischer Eisschnellläufer.
Ruissalo, der für den Tampereen Pyrintö startete, wurde im Jahr 1929 finnischer Juniorenmeister und errang bei der Mehrkampf-Weltmeisterschaft 1931 in Helsinki den neunten Platz und bei der finnischen Meisterschaft 1931 den fünften Rang. Im Jahr 1935 kam er bei der Mehrkampf-Europameisterschaft in Helsinki auf den 13. Platz und bei der finnischen Meisterschaft auf den vierten Rang. In der Saison 1935/36 belegte er bei seiner einzigen Olympiateilnahme in Garmisch-Partenkirchen den achten Platz über 500 m und nahm bei der Mehrkampf-Weltmeisterschaft 1936 in Davos teil, die er aber vorzeitig beendete.

## Persönliche Bestleistungen
| Disziplin | Zeit        | Datum            | Ort     |
| --------- | ----------- | ---------------- | ------- |
| 500 m     | 44,5 s      | 1. Februar 1936  | Davos   |
| 1000 m    | 1:42,4 min  | 24. Februar 1929 | Tampere |
| 1500 m    | 2:25,7 min  | 1. Februar 1936  | Davos   |
| 5000 m    | 9:08,9 min  | 2. Februar 1929  | Tampere |
| 10.000 m  | 19:31,3 min | 23. Februar 1930 | Tampere |